# Опти, Сёрен
Сорен Опти (нидерл. Sören Opti, род. 16 мая 1997 года, Парамарибо, Суринам) — суринамский бадминтонист, участник и знаменосец суринамской делегации на церемонии открытия Летних Олимпийских игр 2016 года в Рио-де-Жанейро.

## Карьера
Начал заниматься бадминтоном в возрасте 4 лет — его родители также увлекались этим видом спорта.
Является членом национальной сборной Суринама по бадминтону с 2005 года; статус профессионального игрока получил в 2006 году.
В 2011 году впервые принял участие в международном турнире среди взрослых — Suriname International.
Проиграв в групповом этапе мужского бадминтонного турнира Олимпиады в Рио-де-Жанейро оба матча — Ли Чонг Вею из Малайзии и Дереку Вонг Зи Лиангу из Сингапура — он не смог пробиться в следующую стадию и закончил своё выступление.